# Bonaduz
Bonaduz é uma comuna da Suíça, no Cantão Grisões, com 2.738 habitantes. Estende-se por uma área de 14,45 km², de densidade populacional de 189 hab/km². Confina com as seguintes comunas: Domat/Ems, Rhäzüns, Tamins, Trin, Versam.
A língua oficial nesta comuna é o alemão (língua materna de 88% da população, de acordo com o censo de 2000).